# Wakatakakage Atsushi
Wakatakakage Atsushi (japanisch 若隆景 渥, geboren am 6. Dezember 1994 als Atsushi Onami (大波 渥, Ōnami Atsushi)) ist ein professioneller japanischer Sumōringer aus Fukushima. Sein Debüt war im März 2017 und er erreichte die höchste Makuuchi-Division im November 2019. Er kämpft für den Arashio-Heya, für den ebenfalls seine beiden älteren Brüder Wakatakamoto und Wakamotoharu kämpfen. Sein höchster Rang ist aktuell Sekiwake. Im März 2022 hat er zum ersten Mal die Makuuchi-Meisterschaft gewonnen. Zuvor erhielt er bereits drei Mal den Technik-Preis.

## Kampfstatistik
| Jahr | Januar Hatsu basho, Tokyo                         | März Haru basho, Osaka       | Mai Natsu basho, Tokyo                     | Juli Nagoya basho, Nagoya | September Aki basho, Tokyo | November Kyūshū basho, Fukuoka |
| --- | ------------------------------------------------- | ---------------------------- | ------------------------------------------ | ------------------------- | -------------------------- | ------------------------------ |
| 2017 | x                                                 | Sandanme tsukedashi #100 5–2 | West Sandanme #63 7–0 Champion             | West Makushita #38 6–1    | Ost Makushita #16 4–3      | Ost Makushita #12 3–4          |
| 2018 | Ost Makushita #17 7–0 Champion                    | Ost Makushita #1 4–3         | West Jūryō #14 8–7                         | Ost Jūryō #12 9–6         | West Jūryō #7 8–7          | West Jūryō #6 8–7              |
| 2019 | Ost Jūryō #5 7–8                                  | Ost Jūryō #5 8–7             | West Jūryō #2 6–9                          | Ost Jūryō #4 8–7          | West Jūryō #3 9–6          | Ost Maegashira #16 4–1–10      |
| 2020 | Ost Jūryō #5 9–6                                  | West Jūryō #2 10–5           | West Maegashira #14 Turnier abgesagt 0–0–0 | West Maegashira #14 10–5  | West Maegashira #8 11–4    | West Maegashira #1 7–8         |
| 2021 | West Maegashira #2 Corona-bedingt abwesend 0–0–15 | West Maegashira #2 10–5 T    | Ost Maegashira #1 9–6 T                    | Ost Komusubi #1 5–10      | Ost Maegashira #3 9–6      | West Maegashira #1 8–7         |
| 2022 | Ost Maegashira #1 9–6                             | Ost Sekiwake #1 12–3–P T     | Ost Sekiwake #1 9–6                        | x                         | x                          | x                              |
| Kampfstatistik angegeben als Sieg-Niederlage-Abwesenheit Top Division Champion Top Division Zweitplatzierter Ruhestand Untere Divisionen Sanshō Schlüssel: F=Fighting Spirit; O=Outstanding Performance; T=Technique Price Zusätzlich: ★=Kinboshi; P=Playoff Divisionen: Makuuchi — Jūryō — Makushita — Sandanme — Jonidan — Jonokuchi Makuuchi Ränge: Yokozuna — Ōzeki — Sekiwake — Komusubi — Maegashira |                                                   |                              |                                            |                           |                            |                                |